# Loges de Raphaël

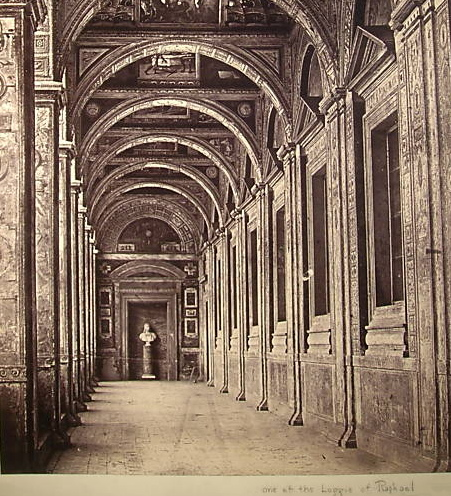
Loggia de Raphaël, au deuxième étage. Photo historique de Robert MacPherson (1811-1872).

Le complexe des Loges de Raphaël (ou Loges vaticanes) comprend trois salles réparties sur autant d'étages du palais du Vatican, dans la cité du Vatican, décorées de fresques par Raphaël et son atelier. Elles donnent sur le cortile San Damaso.

## Histoire et description
Les Loges ont été conçues par Bramante comme une élévation de l'ancien palais de Nicolas III, sur une volonté de Jules II, avec la poursuite des travaux sous Léon X, et la supervision de Raphaël après la mort de l'architecte. La décoration à stuc et à fresque a été confiée à Raphaël et à son atelier, qui à cette époque est également actif dans les chambres du Vatican aujourd'hui nommées Chambres de Raphaël.
La première loggia à être décorée en 1518-1519, car elle jouxte l'appartement papal, la soi-disant Loggia de Raphaël, est celle du deuxième étage. Il s'agit d'une longue galerie (65 mètres, pour une largeur d'environ 4 mètres), dans laquelle ont travaillé les différents élèves du maître d'Urbino, parfois d'après son dessin, car à cette époque, il est très occupé par la construction de la basilique Saint-Pierre et par d'autres grandes entreprises. La Loggia borde, du côté opposé à celui de la cour, la Salle de Constantin et la Salle des Palefreniers.
La deuxième salle à être décorée, dans les mêmes années, est la soi-disant Prima Loggia (it), à l'étage noble, où cependant les fresques raphaélesques, qui semblent entièrement de l'atelier et de mauvaise qualité, déjà très compromises, ont été remplacées par un nouveau décor dans la seconde moitié du XIXe siècle.
La dernière loggia, la Loggetta du cardinal Bibbiena, au troisième étage, est décorée après 1550 par Giovanni da Udine, élève de Raphaël. Elle est flanquée d'une salle plus petite, la soi-disant stufetta du cardinal Bibbiena ; elle surplombe le Cortile del Maresciallo et est à proximité des appartements du cardinal Bernardo Dovizi da Bibbiena. Dans cette salle, datant de 1519, survivent des grotesques raffinés de l'école de Raphaël.